# Divisione di Bharatpur
La divisione di Bharatpur è una divisione dello stato federato indiano di Rajasthan, di 5 402 800 abitanti. Il suo capoluogo è Bharatpur.
La divisione di Bharatpur comprende i distretti di Bharatpur, Dholpur, Karauli e Sawai Madhopur.